# Pollaccia radiosa
Pollaccia radiosa är en svampart som först beskrevs av Marie Anne Libert, och fick sitt nu gällande namn av E. Bald. & Cif. 1939. Pollaccia radiosa ingår i släktet Pollaccia och familjen Venturiaceae.   Inga underarter finns listade i Catalogue of Life.